# Pstrążna (Kudowa-Zdrój)
Pstrążna (deutsch: Straußeney, 1937–1945: Straußdörfel; tschechisch Stroužné) ist ein Ortsteil der Stadtgemeinde Kudowa-Zdrój im Powiat Kłodzki in Polen.

## Geographie
Pstrążna liegt am Westhang der Heuscheuergebirges, sieben Kilometer nördlich von Kudowa-Zdrój (Bad Kudowa). Es wird von Czermna (Tscherbeney/Grenzeck) aus durch das Tal der Czermnica (Tscherbeneyer Wasser) erreicht. Von Südwest bis Nordost verläuft die Grenze zu Tschechien. Der obere Teil des Dorfes heißt tschechisch „Paseka“ was Verhau oder Lichtung bedeutet. Ein kleiner Fahrweg führt zu der nordöstlich gelegenen Kolonie Bukowina Kłodzka (Bukowine; 1937–1945 Tannhübel), von der ein Aufstieg zu den Wilden Löchern (Błędne Skały) möglich ist. Jenseits der Grenze zu Tschechien liegen Mokřiny und Žďárky (Kleinbrand) im Südwesten, Závrchy (Bühlfeld) im Westen, Sedmákovice und Vysoká Srbská (Hochsichel) im Nordwesten und Machovské Končiny sowie Machov (Machau) im Norden. Der in Pstrążna entspringende Pstrążnik (Straußeneyer Bach, tschechisch Strouženský potok) mündet nördlich von Žďárky als linker Nebenfluss in die Brlenka, die in die Metuje (Mettau) entwässert.

## Geschichte

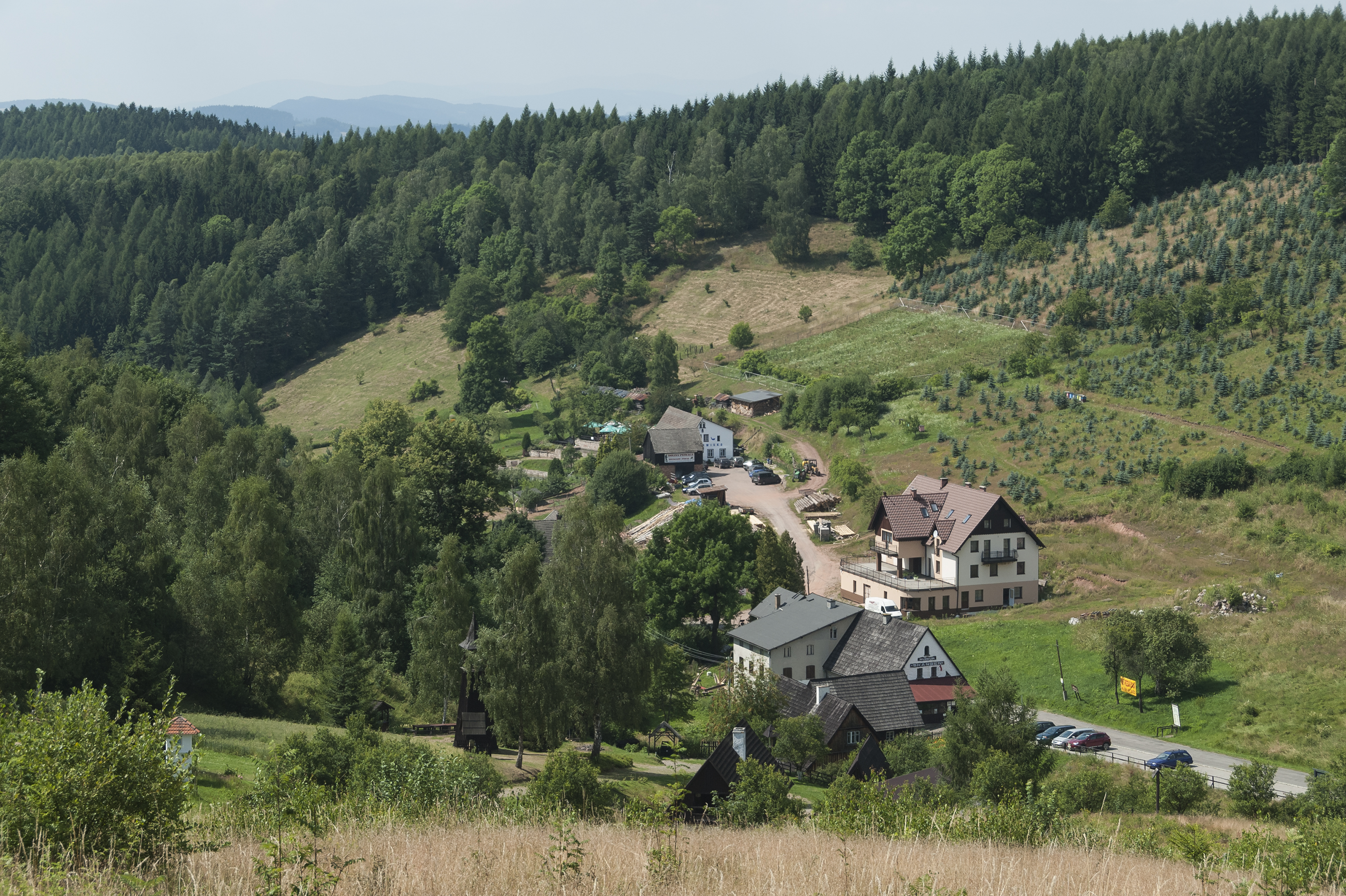
Gesamtansicht

Straußeney gehörte ursprünglich zur Herrschaft Nachod im altböhmischen Königgrätzer Kreis. Erstmals urkundlich erwähnt wurde es im Jahre 1477. Damals gliederte Herzog Heinrich d. Ä., dem seit 1472 die Herrschaften Nachod und Hummel sowie die Grafschaft Glatz gehörten, das Kirchspiel Tscherbeney, zu dem Straußeney gehörte, in die Herrschaft Hummel und diese im selben Jahr in seine Grafschaft Glatz ein. Der ursprünglich tschechische Ortsname war „Pstružný“; 1631 wird es als „Straussenei“ bezeichnet.
Ab 1541 war die Herrschaft Hummel und damit auch Straußeney im Besitz des Johann von Pernstein. Um diese Zeit wurde das Kirchspiel Tscherbeney, zu dem neben Tscherbeney auch Straußeney, Bukowine, Jakobowitz sowie das spätere Bad Kudowa gehörten, von der Herrschaft Hummel, die sich in Auflösung befand und bald danach Kammergut wurde, gelöst. Das ergibt sich aus einer erst unlängst in Breslau aufgefundenen Urkunde, mit der am 1. Dezember 1551 Kaiser Ferdinand I. in seiner Eigenschaft als König von Böhmen bestätigte, dass der 1548 verstorbene Johann von Pernstein als Pfandherr der Herrschaft Hummel dem Heinrich Přepyšsky von Richemberg (Jindřich Přepyšský z Rychemberka) das Dorf «Deutsch-Tscherbeney» mit einigen Dörfern geschenkt und diese dann seiner Grafschaft Glatz, deren Pfandherr er seit 1537 war, inkorporiert habe. Die Přepyšsky von Richemberg bildeten aus dem Kirchspiel Tscherbeney die Herrschaft Tscherbeney, die sie um 1590 an die protestantischen Herren von Stubenberg verkauften, die es ihrer Herrschaft Neustadt an der Mettau inkorporierten, mit der sie bis 1785 verbunden blieb. Schon nach dem Ersten Schlesischen Krieg 1742 und endgültig nach dem Hubertusburger Frieden 1763 war Straußeney zusammen mit der Grafschaft Glatz an Preußen gefallen. 1785 verkaufen die Grafen Leslie die Gutsherrschaft Tscherbeney, und damit auch Straußeney, an die Grafen Stillfried auf Neurode.
Nach der Neugliederung Preußens gehörte Straußeney ab 1815 zur Provinz Schlesien und wurde 1816 dem Landkreis Glatz eingegliedert, mit dem es bis 1945 verbunden blieb. Ab 1874 gehörte die Landgemeinde Straußeney zum Amtsbezirk Tscherbeney, der 1937 in Grenzeck umbenannt wurde. Als einziger Ort im katholischen Glatzer Land hatte Straußeney eine überwiegend evangelische Kirchengemeinde. 1787 zählte das Dorf 135 Einwohner; 1910 waren es 744. Ihren Lebensunterhalt verdienten die Einwohner vor allem als Hausweber, Kleinbauern oder Tagelöhner. Nachdem die Firma Dierig Anfang des 20. Jahrhunderts in Gellenau eine Textilfabrik errichtet hatte, fanden dort zahlreiche Hausweber auch aus Straußeney Arbeit. Wegen des langen Fußweges verlegten mehrere von ihnen in den 1920er Jahren ihren Wohnsitz in die von Dierig errichteten Werkswohnungen und -häuser in Gellenau. Seit Anfang des 19. Jahrhunderts wurde in den Bergwerken Rosalie und Hůrka Steinkohle abgebaut. Diese wurden 1834 mit der Wilhelminen-Grube verbunden, die auf dem böhmischen Gebiet von Žďárky/Kleinbrand lag und deren Namensgeberin Wilhelmine von Sagan war. Mangels Rentabilität wurde der Steinkohlenbergbau 1929 eingestellt.
Als Folge des Zweiten Weltkriegs fiel Straußeney wie der größte Teil Schlesiens 1945 an Polen und wurde in Pstrążna umbenannt. Der Großteil der ansässigen Bevölkerung wurde 1946 vertrieben. Schon vorher waren zahlreiche Bewohner über die nahe Grenze in die Tschechoslowakei geflohen. Die neu angesiedelten Bewohner waren zum Teil Heimatvertriebene aus Ostpolen, das an die Sowjetunion gefallen war. In den Nachkriegsjahren wurden jedoch zahlreiche Häuser, landwirtschaftliche Gehöfte und Handwerksbetriebe dem Verfall preisgegeben. Das Dorf wurde weitgehend entvölkert, die Bevölkerungszahl nahm deutlich ab und betrug im Jahre 1998 nur noch 109 Einwohner.

## Chronik der evangelischen-christlichen Gemeinde von Straußeney
Josef Ernst (Arnošt) Bergmann, der 1830–1849 der erste Ortspfarrer von Straußeney war, zeichnete eine Chronik der dortigen evangelischen Gemeinde auf. Sie wurde in tschechischer Sprache unter dem Titel „Letopisi památních události evangelicko-křesťanské obce v Stroužnym“ verfasst. Das Original der 34-seitigen Handschrift gilt als verschollen. Die Chronik diente dem tschechischen Schriftsteller Alois Jirásek in seinem volkstümlichen Roman „U nás“, der in den Jahren 1895 bis 1903 in vier Bänden erschien, als Vorlage. In dem Roman unterhält der Hronower katholische Pfarrer Josef Regner (im Roman Havlovický) mit dem Straußeneyer evangelischen Pfarrer Bergmann freundschaftliche Beziehungen.
Die erste publizierte Übersetzung der Chronik ins Deutsche erfolgte erst 1966. Die Chronik berichtet, dass über die Anfänge der Gemeinde keine schriftlichen Unterlagen vorliegen und die niedergeschriebenen Mitteilungen auf Erzählungen zurückgehen, die von Generation zu Generation weitergeben wurden. Danach soll Straußeney eine hussitische Gründung aus dem Ende des 15. Jahrhunderts sein. Während der Reformation sollen in Straußeney viele Menschen gesiedelt und einen bescheidenen Wohlstand erreicht haben. Da die Gemeinde noch keine eigene Kirche hatte, besuchten die Bewohner die Kirchen in Tscherbeney und in Machau, die beide zu dieser Zeit evangelisch waren. Durch den Dreißigjährigen Krieg und die damit zusammenhängende Hungersnot und Pest sowie durch die  Religionsverfolgung während der Gegenreformation soll der Ort bis auf wenige Familien ausgerottet worden sein. Es sollen die Familien Hauschke, Zwikirsch und Kubetschek gewesen sein, die sich zunächst in den Wäldern versteckten und nach ihrer Rückkehr in die Häuser den Keim der späteren evangelisch-christlichen Gemeinde bildeten. Weitere Religionsverfolgungen erfolgten im Siebenjährigen Krieg, als die Kaiserlichen 1760 das Glatzer Land zurückeroberten. Die evangelischen Schriften der Straußeneyer Gemeinde wurden beschlagnahmt und in Tscherbeney vor der Kirche verbrannt. Einige der Gemeindemitglieder sollen nach Wien abgeführt und nach Siebenbürgen verbannt worden sein.
Mit dem Übergang des Glatzer Landes an Preußen 1763 verbesserte sich die Situation der evangelischen Gläubigen. 1799 wurde in Kudowa auf dem Sternberg (auch: Stammberg oder Schlossberg; tschechisch Vítková hora; polnisch Góra Parkowa) unter dem Patronat des Grafen Stillfried, dem Besitzer der Herrschaft Tscherbeney, eine evangelische Kirche errichtet. 1811 erhielten auch die Gläubigen von Straußeney die Erlaubnis zur Errichtung einer kleinen Kirche aus Holz, die 1813 eingeweiht wurde.
Anlässlich seines Aufenthaltes auf dem Tscherbeneyer Pfarrhof 1813 besuchte König Friedrich Wilhelm III. die Gegend von Straußeney und versprach den Gemeindeältesten den Bau eines Pfarrhauses und einer Schule aus seinen Mitteln. Nach Ende der Napoleonischen Kriege löste er 1817 das Versprechen ein. 1847–1848 wurde eine neue, größere Kirche aus Stein errichtet. Ein Jahr später verließ der Chronist Josef Ernst Bergmann Straußeney und wanderte mit seiner Familie nach Amerika aus.
Nach Bergmanns Weggang blieb das Amt des Pfarrers bis 1851 unbesetzt. Unter seinen Nachfolgern wurde die Chronik nur lückenhaft fortgeführt.

## Sehenswürdigkeiten
- Die evangelische Kirche wurde 1848 im Stil der Neuromanik erbaut.
- Das Freilichtmuseum für Volkskunde Skanzen wurde 1984 auf einem Hügel neben einer erhaltenen Schmiede aus dem 18./19. Jahrhundert errichtet, die mit Werkzeugen und Geräten ausgestattet ist. Zu sehen sind außerdem ein Gasthaus aus Niederschwedeldorf sowie eine Weberkate und ein Signalturm aus Hallatsch.